# NGC 5196
NGC 5196 é uma galáxia elíptica (E-S0) localizada na direcção da constelação de Virgo. Possui uma declinação de -01° 36' 52" e uma ascensão recta de 13 horas, 31 minutos e 19,6 segundos.
A galáxia NGC 5196 foi descoberta em 12 de Abril de 1864 por Albert Marth.